# ペドロ・ガンシャス
ペドロ・ルイス・マシャド・ガンシャス（Pedro Luís Machado Ganchas 、2000年5月31日 - ）は、ポルトガル・リスボン出身のプロサッカー選手。FCパソス・デ・フェレイラ所属。ポジションは、ディフェンダー。

## 個人成績

### クラブ
2020年9月30日現在
| クラブ      | シーズン | リーグ     | リーグ | リーグ | カップ | カップ | 合計 | 合計 |
| クラブ      | シーズン | リーグ     | 出場   | 得点   | 出場   | 得点   | 出場 | 得点 |
| ----------- | -------- | ---------- | ------ | ------ | ------ | ------ | ---- | ---- |
| ベンフィカB | 2020-21  | リーガプロ | 4      | 0      | –      | –      | 4    | 0    |
| 通算        | 通算     | 通算       | 4      | 0      | 0      | 0      | 4    | 0    |